# 25 juillet 1955
Le 25 juillet 1955 est le 206e jour de l'année 1955 du calendrier grégorien. Il s'agit d'un lundi.

## Évènements
- Dernier jour des Jeux méditerranéens de 1955, à Barcelone, lors duquel se déroulent notamment les épreuves de boxe.

## Naissances
- Carole David, poétesse et romancière québécoise[1].
- Marjan Turnšek, ecclésiastique slovène, archevêque de Maribor de 2011 à 2013[2].
- Bantu Holomisa, général et un homme politique d'Afrique du Sud[3].